# اریک گیردوود
اریک گیردوود (انگلیسی: Eric Girdwood; ۱۴ اکتبر ۱۸۷۶ – ۲۴ مهٔ ۱۹۶۳) فرد نظامی اهل بریتانیا بود. وی همچنین برندهٔ جوایزی همچون نشان امپراتوری بریتانیا و نشان حمام شده‌است.